# Kelly Corre
Pour les articles homonymes, voir Corre (homonymie).
Kelly Corre (née le 9 mars 1991 à Saint-Maurice) est une joueuse de basket-ball française.

## Biographie
En octobre 2014, elle retrouve la LFB avec Tarbes, club pour lequel elle joue jusqu'à la fin de l'année civile (2,5 points et 2,8 rebonds) avant de rejoindre le club belge de Monceau. Mais, après quatre rencontres, au début du mois de février, elle quitte le club belge.
En mai 2015, elle signe avec Léon Trégor Basket 29, qui devient en août le Landerneau Bretagne Basket, club pour lequel elle a joué durant la saison 2010-2011.
Après trois saisons à Landerneau, qui gagne l'accession en LFB en mai 2018, elle reste en Ligue 2 pour 2018-2019 avec Nice. Elle signe sa meilleure saison en LF2 avec 12,8 points et 5,8 rebonds par rencontre puis s’engage à l'été 2017 avec Angers.

## Clubs
- 2000-2002 : Montigny-le-Bretonneux
- 2002-2003 : Entente Chesnay-Versailles
- 2003-2005 : BC Maurepas
- 2006-2009 :  USO Mondeville
- 2009-2010 :  COB Calais (LFB)
- 2010-2011 :  Léon Trégor Basket 29 (LF2)
- 2011-2014 :  Pays d'Aix Basket 13 (LFB puis LF2)
- 2014-2015 :  Tarbes Gespe Bigorre (LFB)
- Jan.-Fév.2015 :  Monceau
- 2015-2018 :  Landerneau Bretagne Basket (LF2)
- 2018-2019 :  Cavigal Nice Basket 06 (LF2)
- 2019- :  Union féminine Angers Basket 49 (LF2)

## Palmarès
Clubs
- Championne de France Cadettes en 2007 et 2008
- Vainqueur et MVP de la finale de la Coupe de France Cadettes 2008
- Championne de France Ligue 2 2018

## Vie privée
Elle est la sœur cadette de Kevin Corre, lui aussi joueur de basket-ball professionnel.